# Lijst van voetbalinterlands Irak - Jordanië
Deze lijst van voetbalinterlands is een overzicht van alle officiële voetbalwedstrijden tussen de nationale teams van Irak en Jordanië. De landen hebben tot op heden 48 keer tegen elkaar gespeeld. De eerste ontmoeting was een wedstrijd tijdens de Arab Nations Cup 1964 op 16 november 1964 in Koeweit. Het laatste duel, een kwalificatiewedstrijd voor het Wereldkampioenschap voetbal 2026, werd gespeeld op 10 juni 2025 in Amman.

## Wedstrijden
| №  | Plaats    | Datum             | Competitie                 | Wedstrijd       | Uitslag |
| -- | --------- | ----------------- | -------------------------- | --------------- | ------- |
| 1  | Koeweit   | 16 november 1964  | Arab Nations Cup 1964      | Irak − Jordanië | 3 − 1   |
| 2  | Amman     | 30 juli 1965      | Vriendschappelijk          | Jordanië − Irak | 0 − 0   |
| 3  | Bagdad    | 3 april 1966      | Arab Nations Cup 1966      | Irak − Jordanië | 2 − 1   |
| 4  | Bangkok   | 18 december 1971  | Azië Cup 1972 kwalificatie | Irak − Jordanië | 2 − 0   |
| 5  | Amman     | 6 februari 1981   | Vriendschappelijk          | Jordanië − Irak | 0 − 2   |
| 6  | Amman     | 8 februari 1981   | Vriendschappelijk          | Jordanië − Irak | 0 − 2   |
| 7  | Amman     | 29 maart 1985     | WK 1986 kwalificatie       | Jordanië − Irak | 2 − 3   |
| 8  | Koeweit   | 19 april 1985     | WK 1986 kwalificatie       | Irak − Jordanië | 3 − 0   |
| 9  | Amman     | 19 juli 1988      | Arab Nations Cup 1988      | Jordanië − Irak | 0 − 3   |
| 10 | Amman     | 13 januari 1989   | WK 1990 kwalificatie       | Jordanië − Irak | 0 − 1   |
| 11 | Bagdad    | 3 februari 1989   | WK 1990 kwalificatie       | Irak − Jordanië | 4 − 0   |
| 12 | Amman     | 1 juni 1990       | Vriendschappelijk          | Jordanië − Irak | 0 − 2   |
| 13 | Irbid     | 24 mei 1993       | WK 1994 kwalificatie       | Jordanië − Irak | 1 − 1   |
| 14 | Chengdu   | 14 juni 1993      | WK 1994 kwalificatie       | Irak − Jordanië | 4 − 0   |
| 15 | Amman     | 13 augustus 1996  | Azië Cup 1996 kwalificatie | Jordanië − Irak | 0 − 2   |
| 16 | Bagdad    | 16 februari 1997  | Vriendschappelijk          | Irak − Jordanië | 1 − 0   |
| 17 | Amman     | 28 juni 1999      | Vriendschappelijk          | Jordanië − Irak | 0 − 1   |
| 18 | Amman     | 25 augustus 1999  | Pan-Arabische Spelen 1999  | Jordanië − Irak | 2 − 1   |
| 19 | Amman     | 31 augustus 1999  | Pan-Arabische Spelen 1999  | Jordanië − Irak | 4 − 4   |
| 20 | Amman     | 25 mei 2000       | West-Azië Cup 2000         | Jordanië − Irak | 0 − 0   |
| 21 | Amman     | 2 juni 2000       | West-Azië Cup 2000         | Irak − Jordanië | 4 − 1   |
| 22 | Damascus  | 7 september 2002  | West-Azië Cup 2002         | Jordanië − Irak | 2 − 3   |
| 23 | Amman     | 26 augustus 2003  | Vriendschappelijk          | Jordanië − Irak | 2 − 1   |
| 24 | Teheran   | 21 juni 2004      | West-Azië Cup 2004         | Jordanië − Irak | 2 − 0   |
| 25 | Teheran   | 25 juni 2004      | West-Azië Cup 2004         | Irak − Jordanië | 1 − 3   |
| 26 | Amman     | 8 juni 2005       | Vriendschappelijk          | Jordanië − Irak | 0 − 1   |
| 27 | Amman     | 21 juli 2006      | Vriendschappelijk          | Jordanië − Irak | 2 − 1   |
| 28 | Amman     | 9 augustus 2006   | Vriendschappelijk          | Jordanië − Irak | 0 − 1   |
| 29 | Amman     | 8 juni 2007       | Vriendschappelijk          | Jordanië − Irak | 1 − 1   |
| 30 | Amman     | 12 juni 2007      | Vriendschappelijk          | Jordanië − Irak | 0 − 0   |
| 31 | Dubai     | 24 januari 2008   | Vriendschappelijk          | Jordanië − Irak | 1 − 1   |
| 32 | Amman     | 16 september 2010 | Vriendschappelijk          | Jordanië − Irak | 4 − 1   |
| 33 | Amman     | 16 juli 2011      | Vriendschappelijk          | Jordanië − Irak | 1 − 1   |
| 34 | Arbil     | 2 september 2011  | WK 2014 kwalificatie       | Irak − Jordanië | 0 − 2   |
| 35 | Amman     | 15 november 2011  | WK 2014 kwalificatie       | Jordanië − Irak | 1 − 3   |
| 36 | Amman     | 3 juni 2012       | WK 2014 kwalificatie       | Jordanië − Irak | 1 − 1   |
| 37 | Doha      | 14 november 2012  | WK 2014 kwalificatie       | Irak − Jordanië | 1 − 0   |
| 38 | Farwaniya | 10 december 2012  | West-Azië Cup 2012         | Irak − Jordanië | 1 − 0   |
| 39 | Brisbane  | 12 januari 2015   | Azië Cup 2015              | Jordanië − Irak | 0 − 1   |
| 40 | Amman     | 3 oktober 2015    | Vriendschappelijk          | Jordanië − Irak | 3 − 0   |
| 41 | Amman     | 6 oktober 2016    | Vriendschappelijk          | Jordanië − Irak | 0 − 0   |
| 42 | Basra     | 1 juni 2017       | Vriendschappelijk          | Irak − Jordanië | 1 − 0   |
| 43 | Basra     | 26 maart 2019     | Vriendschappelijk          | Irak − Jordanië | 3 − 2   |
| 44 | Dubai     | 12 november 2020  | Vriendschappelijk          | Jordanië − Irak | 0 − 0   |
| 45 | Amman     | 17 oktober 2023   | Vriendschappelijk          | Jordanië − Irak | 2 − 2   |
| 46 | Ar Rayyan | 29 januari 2024   | Azië Cup 2023              | Irak − Jordanië | 2 − 3   |
| 47 | Basra     | 14 november 2024  | WK 2026 kwalificatie       | Irak − Jordanië | 0 − 0   |
| 48 | Amman     | 10 juni 2025      | WK 2026 kwalificatie       | Jordanië − Irak | 0 – 1   |

## Samenvatting
| Competitie            | Totaal gespeeld | Winst Irak | Gelijk | Winst Jordanië | Doelsaldo Irak – Jordanië |
| --------------------- | --------------- | ---------- | ------ | -------------- | ------------------------- |
| WK-kwalificatie       | 12              | 8          | 3      | 1              | 21 − 7                    |
| Azië Cup              | 2               | 1          | 0      | 1              | 3 − 3                     |
| Azië Cup-kwalificatie | 2               | 2          | 0      | 0              | 3 − 0                     |
| West-Azië Cup         | 6               | 3          | 1      | 2              | 9 − 8                     |
| Arab Nations Cup      | 3               | 3          | 0      | 0              | 8 − 2                     |
| Pan Arabische Spelen  | 2               | 0          | 1      | 1              | 5 − 6                     |
| Vriendschappelijk     | 21              | 9          | 8      | 4              | 22 − 18                   |
| Totaal                | 48              | 26         | 13     | 9              | 71 − 44                   |

## Details

### 42ste ontmoeting
| Vriendschappelijk (Basra, Irak, 1 juni 2017): |       |          |
| Irak                                          | 1 – 0 | Jordanië |
| Alaa Al-Azzawi 15'                            | goals |          |

IFA · A-internationals · Statistieken · Iraaks vrouwenelftal · Irak U21 · Irak U20 · Irak U19 · Irak U18 · Irak U17
1950 – 1969 ·
1970 – 1979 ·
1980 – 1989 ·
1990 – 1999 ·
2000 – 2009 ·
2010 – 2019 ·
2020 − 2029
Afghanistan ·
Algerije ·
Argentinië ·
Australië ·
Azerbeidzjan ·
Bahrein ·
België ·
Bolivia ·
Botswana ·
Brazilië ·
Cambodja ·
Chili ·
China ·
Colombia ·
Congo-Kinshasa ·
Cyprus ·
DDR ·
Ecuador ·
Egypte ·
Estland ·
Filipijnen ·
Finland ·
Ghana ·
Guinee ·
Hongkong ·
India ·
Indonesië ·
Iran ·
Japan ·
Jemen ·
Jordanië ·
Kazachstan ·
Kenia ·
Kirgizië ·
Koeweit ·
Libanon ·
Liberia ·
Libië ·
Macau ·
Maleisië ·
Marokko ·
Mauritanië ·
Mexico ·
Myanmar ·
Nepal ·
Nieuw-Zeeland ·
Noord-Korea ·
Oeganda ·
Oezbekistan ·
Oman ·
Pakistan ·
Palestina ·
Paraguay ·
Peru ·
Polen ·
Qatar ·
Roemenië ·
Rusland ·
Saoedi-Arabië · 
Sierra Leone · 
Singapore ·
Soedan ·
Spanje · 
Sri Lanka ·
Syrië · 
Tadzjikistan · 
Taiwan · 
Thailand · 
Trinidad en Tobago ·
Tunesië ·
Turkije ·
Turkmenistan ·
Uruguay ·
Verenigde Arabische Emiraten ·
Vietnam ·
Zambia ·
Zuid-Afrika ·
Zuid-Jemen ·
Zuid-Korea
JFA · A-internationals · Bondscoaches · Selecties · Jordaans vrouwenelftal · Olympisch elftal · Jordanië U20 · Jordanië U19 · Jordanië U18 · Jordanië U17
1953 – 1969 · 
1970 – 1979 · 
1980 – 1989 · 
1990 – 1999 · 
2000 – 2009 · 
2010 – 2019 ·
2020 − 2029
1953 · 
1954 · 1955 · 1956 · 
1957 · 
1958 · 1959 · 1960 · 1961 · 1962 · 
1963 · 
1964 · 
1965 · 
1966 · 
1967 · 1967 · 1969 · 1970 · 
1971 · 
1972 · 1973 · 
1974 · 
1975 · 
1976 · 
1977 · 1978 · 1979 · 1980 · 
1981 · 
1982 · 
1983 · 
1984 · 
1985 · 
1986 · 
1987 · 
1988 · 
1989 · 
1990 · 
1991 · 
1992 · 
1993 · 
1994 · 1995 · 
1996 · 
1997 · 
1998 · 
1999 · 
2000 · 
2001 · 
2002 · 
2003 · 
2004 · 
2005 · 
2006 · 
2007 · 
2008 · 
2009 · 
2010 · 
2011 · 
2012 · 
2013 · 
2014 ·
2015 ·
2016 ·
2017 ·
2018 ·
2019 ·
2020 ·
2021 ·
2022 ·
2023
Afghanistan ·
Albanië ·
Algerije ·
Armenië ·
Australië ·
Azerbeidzjan ·
Bahrein ·
Bangladesh ·
Bosnië en Herzegovina ·
Bulgarije ·
Cambodja ·
China ·
Colombia ·
Cyprus ·
Ecuador ·
Egypte ·
Estland ·
Filipijnen ·
Finland ·
Georgië ·
Haïti ·
Hongarije ·
Hongkong ·
India ·
Indonesië ·
Irak ·
Iran ·
Ivoorkust ·
Jamaica ·
Japan ·
Jemen ·
Kazachstan ·
Kenia ·
Kirgizië ·
Koeweit ·
Kosovo ·
Kroatië ·
Laos ·
Libanon ·
Libië ·
Litouwen ·
Maleisië ·
Malta ·
Marokko ·
Mauritanië ·
Moldavië ·
Nepal ·
Nieuw-Zeeland ·
Nigeria ·
Noord-Korea ·
Noorwegen ·
Oezbekistan ·
Oman ·
Pakistan ·
Palestina ·
Paraguay ·
Qatar ·
Saoedi-Arabië ·
Servië ·
Sierra Leone ·
Singapore ·
Slowakije ·
Soedan ·
Spanje ·
Sri Lanka ·
Syrië ·
Tadzjikistan ·
Taiwan ·
Thailand ·
Trinidad en Tobago ·
Tsjaad ·
Tunesië ·
Turkmenistan ·
Uruguay ·
Verenigde Arabische Emiraten ·
Vietnam ·
Wit-Rusland · 
Zambia ·
Zimbabwe ·
Zuid-Jemen ·
Zuid-Korea ·
Zuid-Soedan ·
Zweden